# Juego de las Estrellas de la Major League Soccer 2002

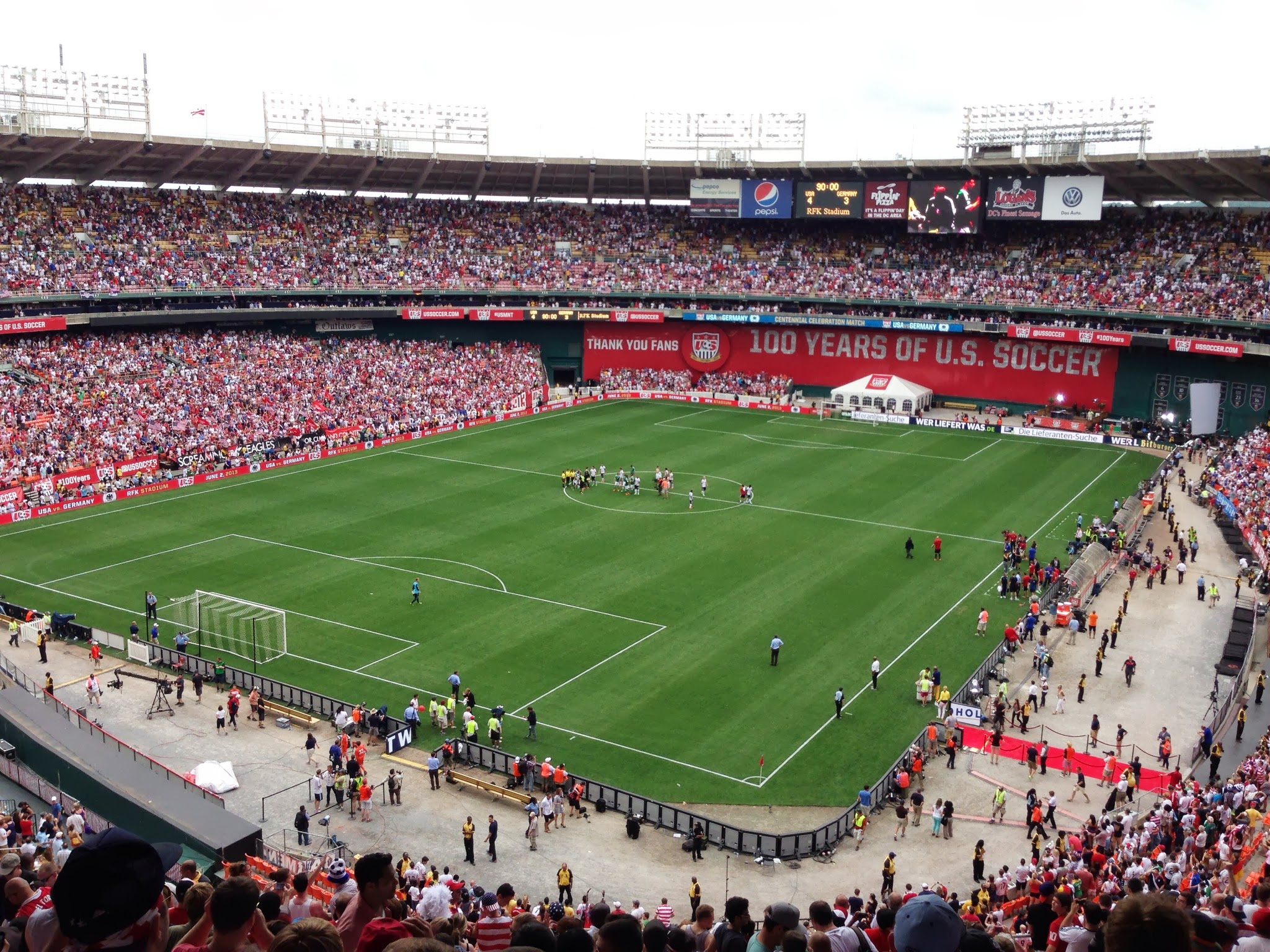
Robert F. Kennedy Memorial Stadium

El Juego de las Estrellas de la Major League Soccer 2002 fue la séptima edición del Juego de las Estrellas de la Major League Soccer, se jugó el 3 de agosto de 2002 donde participaron el equipo de las estrellas de la MLS y la selección de los Estados Unidos. El partido se disputó en el Robert F. Kennedy Memorial Stadium en Washington D. C.
El equipo de las estrellas de la MLS venció a la selección estadounidense por 3-2.
| Bandera de Estados Unidos | vs. | Bandera de Estados Unidos |
| Major League Soccer 3     | vs. | Estados Unidos 2          |

## El partido
| POR | Tim Howard        | 46'     |     |
| DEF | Ryan Suárez       | 18'     |     |
| DEF | Mike Petke        | 46' 70' |     |
| DEF | Carlos Bocanegra  | 78'     |     |
| MED | Steve Ralston     | 46' 70' |     |
| MED | Richard Mulrooney | 70' 78' |     |
| MED | Carlos Valderrama | 70'     |     |
| MED | Dema Kovalenko    | 46'     | 70' |
| MED | Mark Chung        | 70'     |     |
| DEL | Taylor Twellman   | 46'     |     |
| DEL | Carlos Ruiz       | 46'     |     |
| DT  | Frank Yallop      |         |     |

| POR | Tony Meola        | 46' |
| DEF | Eddie Pope        | 46' |
| DEF | Carlos Llamosa    | 46' |
| DEF | Jeff Agoos        | 46' |
| MED | Cobi Jones        |     |
| MED | Brian Maisonneuve |     |
| MED | Pablo Mastroeni   |     |
| MED | Preki             | 46' |
| MED | DaMarcus Beasley  |     |
| DEL | Landon Donovan    |     |
| DEL | Brian McBride     |     |
| DT  | Bruce Arena       |     |

| DEF | Wade Barrett     | 18' |
| POR | Joe Cannon       | 46' |
| MED | Chris Klein      | 46' |
| MED | Joselito Vaca    | 46' |
| MED | Marco Etcheverry | 46' |
| DEL | Ariel Graziani   | 46' |
| DEL | Jason Kreis      | 46' |

| POR | Juergen Sommer  | 46' |
| DEF | Alexi Lalas     | 46' |
| DEF | Mike Burns      | 46' |
| MED | Chris Henderson | 46' |
| MED | Chad Deering    | 46' |

| Anotado | 59' | Jason Kreis      |
| Anotado | 72' | Marco Etcheverry |
| Anotado | 81' | Steve Ralston    |

| Anotado | 58' | Landon Donovan |  |
| Anotado | 76' | Cobi Jones     |  |

| Árbitro             | Brian Hall     |
| Árbitros asistentes | Nathan Clement |
| Árbitros asistentes | Craig Lowry    |

| POR | Tim Howard        | 46'     |     |
| DEF | Ryan Suárez       | 18'     |     |
| DEF | Mike Petke        | 46' 70' |     |
| DEF | Carlos Bocanegra  | 78'     |     |
| MED | Steve Ralston     | 46' 70' |     |
| MED | Richard Mulrooney | 70' 78' |     |
| MED | Carlos Valderrama | 70'     |     |
| MED | Dema Kovalenko    | 46'     | 70' |
| MED | Mark Chung        | 70'     |     |
| DEL | Taylor Twellman   | 46'     |     |
| DEL | Carlos Ruiz       | 46'     |     |
| DT  | Frank Yallop      |         |     |

| POR | Tony Meola        | 46' |
| DEF | Eddie Pope        | 46' |
| DEF | Carlos Llamosa    | 46' |
| DEF | Jeff Agoos        | 46' |
| MED | Cobi Jones        |     |
| MED | Brian Maisonneuve |     |
| MED | Pablo Mastroeni   |     |
| MED | Preki             | 46' |
| MED | DaMarcus Beasley  |     |
| DEL | Landon Donovan    |     |
| DEL | Brian McBride     |     |
| DT  | Bruce Arena       |     |

| DEF | Wade Barrett     | 18' |
| POR | Joe Cannon       | 46' |
| MED | Chris Klein      | 46' |
| MED | Joselito Vaca    | 46' |
| MED | Marco Etcheverry | 46' |
| DEL | Ariel Graziani   | 46' |
| DEL | Jason Kreis      | 46' |

| POR | Juergen Sommer  | 46' |
| DEF | Alexi Lalas     | 46' |
| DEF | Mike Burns      | 46' |
| MED | Chris Henderson | 46' |
| MED | Chad Deering    | 46' |

| Anotado | 59' | Jason Kreis      |
| Anotado | 72' | Marco Etcheverry |
| Anotado | 81' | Steve Ralston    |

| Anotado | 58' | Landon Donovan |  |
| Anotado | 76' | Cobi Jones     |  |

| Árbitro             | Brian Hall     |
| Árbitros asistentes | Nathan Clement |
| Árbitros asistentes | Craig Lowry    |